# Taxisco
Taxisco – niewielka miejscowość na południowym wschodzie Gwatemali, w departamencie Santa Rosa. Według danych szacunkowych z 2012 roku liczba mieszkańców wynosiła 7 750 osób. 
Taxisco leży około 25 km na północ od stolicy departamentu – miasta Cuilapa. Miejscowość leży na wysokości 214 metrów nad poziomem morza, na nizinie u podnóża gór Sierra Madre de Chiapas, w odległości około 20 km od wybrzeża Pacyfiku. 

## Gmina Taxisco
Miejscowość jest także siedzibą władz gminy o tej samej nazwie, która jest jedną z czternastu gmin w departamencie. W 2012 roku gmina liczyła 23 151 mieszkańców. Gmina jak na warunki Gwatemali jest dość duża, największa w departamencie Santa Rosa, a jej powierzchnia obejmuje 428 km². 
Mieszkańcy gminy utrzymują się głównie  z  uprawy roli, drobnego przetwórstwa i z turystyki. W rolnictwie dominuje uprawa kawy, trzciny cukrowej kukurydzy, fasoli oraz anansów i pomarańczy. Fragment wybrzeża pacyficznego, leżącego na terenie gminy objęty jest ochroną i tworzy rezerwat „Monterrico” o powierzchni 28 km². 
Klimat gminy jest równikowy, według klasyfikacji Köppena, należy do klimatów tropikalnych monsunowych (Am), z wyraźną porą deszczową występującą od maja do października. Średnie roczne opady zawierają się w przedziale pomiędzy 2000 a 4000 mm.